# Jüdischer Friedhof (Allersheim)

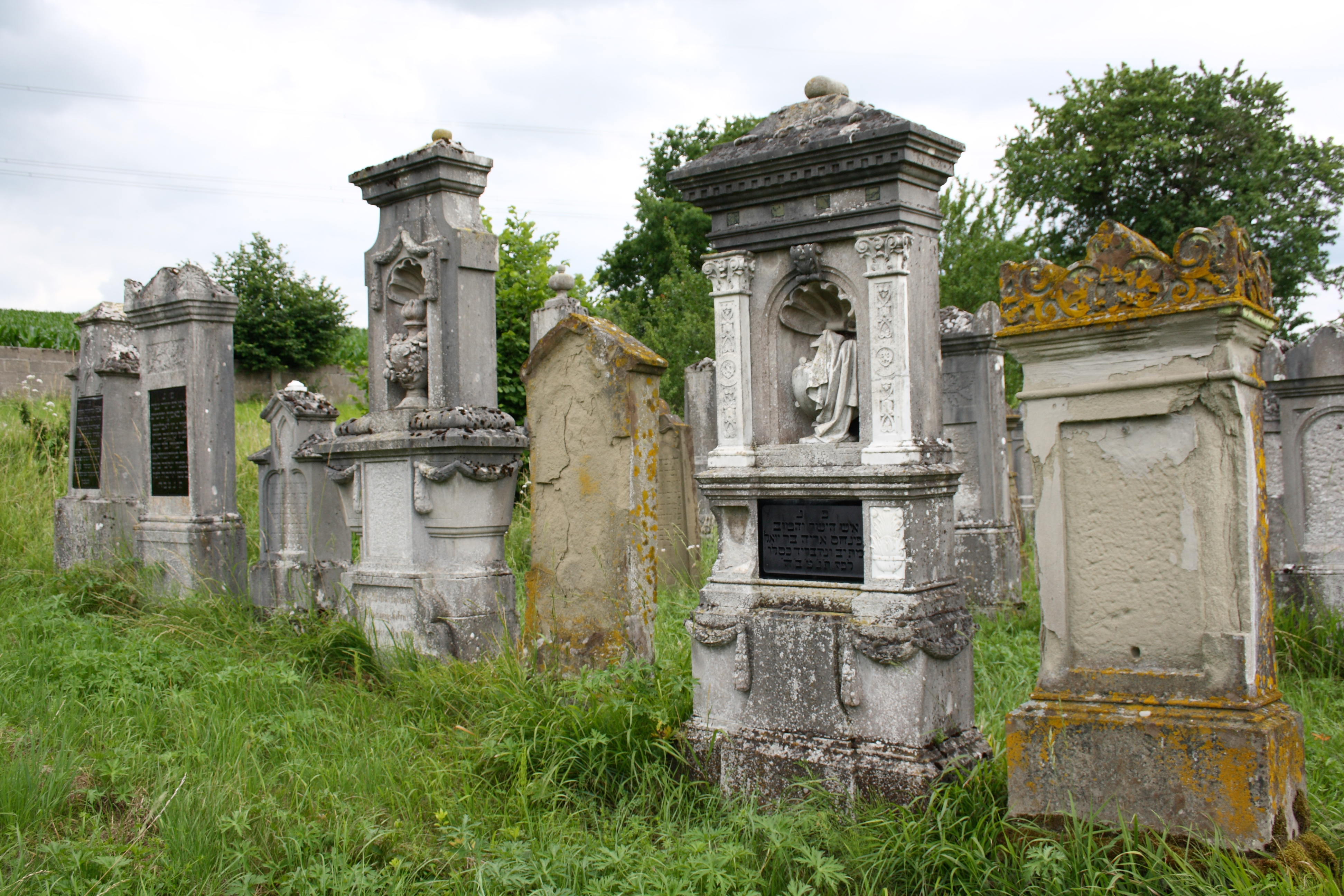
Jüdischer Friedhof in Allersheim

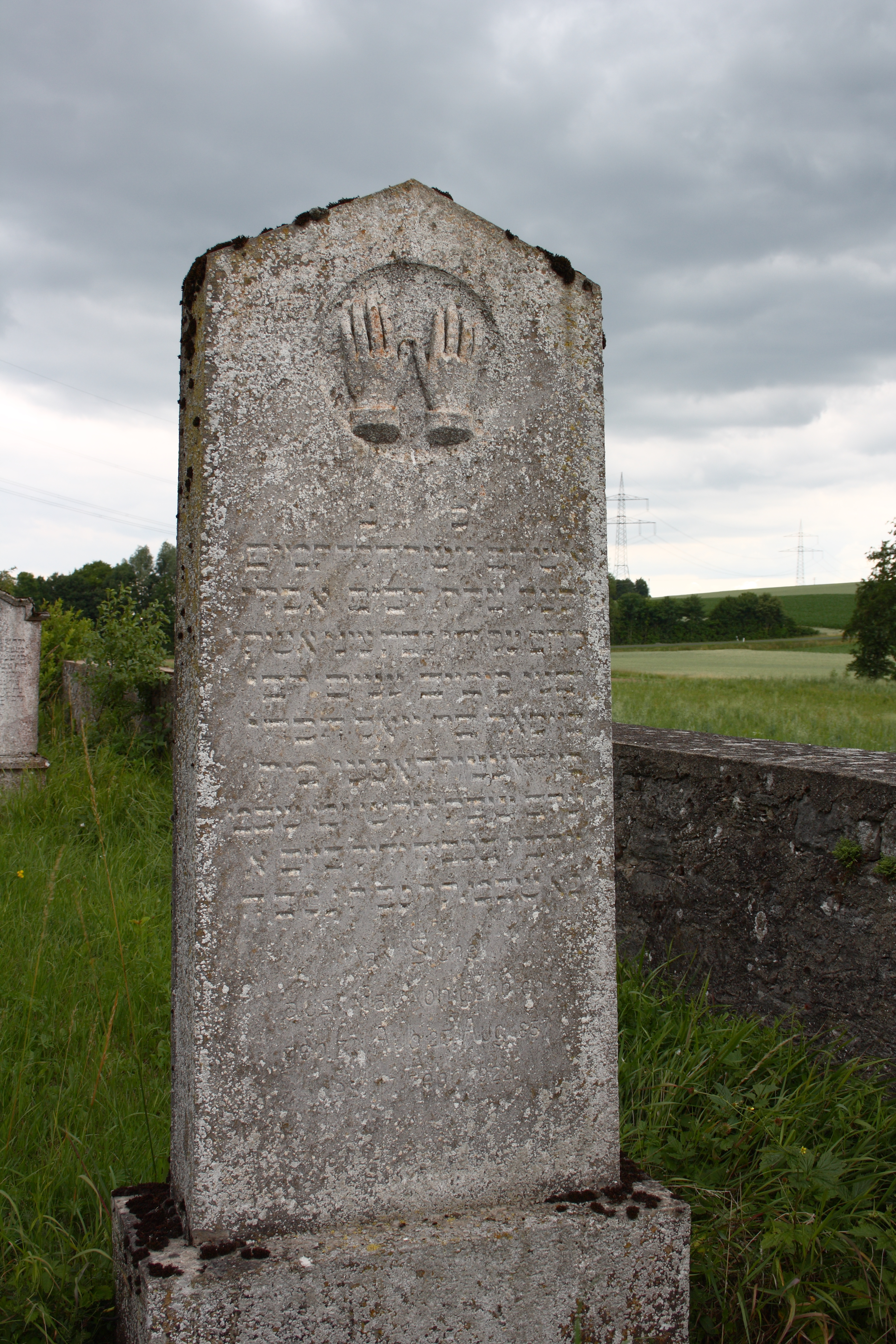
Segnende Priesterhände der Kohanim

Der Jüdische Friedhof Allersheim in Allersheim, einem Ortsteil der Marktgemeinde Giebelstadt im unterfränkischen Landkreis Würzburg, umfasst eine Fläche von 166,2 Ar.
Auf dem Friedhof, südlich von Allersheim gelegen, fanden ca. 4000 Bestattungen statt, heute sind noch etwa 1575 Grabsteine (Mazewot) vorhanden.

## Geschichte
Bereits für das Jahr 1608 findet sich im Memorbuch von Aub eine Erwähnung des Allersheimer Judenfriedhofs. Im Mai 1665 verkaufte das Kloster Bronnbach den Allersheimer Juden für einen Kaufpreis von 20 Reichstaler fränkischer Landeswährung einen „wüst liegenden Acker“ von einer Größe von fast zwei Morgen, der „dem Closter ohnedas nichts einträgt“. Der Friedhof wurde zum Verbandsfriedhof für 20 jüdische Gemeinden.
Der Verwalter des Bronnbacher Hofes und die Gemeinde Allersheim bekamen eine Gebühr für jede auf dem Friedhof durchgeführte Bestattung. Im Fall von Streitigkeiten wurde den örtlichen Geistlichen die Möglichkeit eingeräumt, den Friedhof zu schließen.
Eine in den 1990er Jahren durchgeführte Auswertung der Gräberliste des Allersheimer Friedhofs ergab, dass etwa ein Zehntel der zwischen 1779 und 1810 hier bestatteten Juden umherreisende Besitzlose ohne Heimatrecht waren. Auch für deren Bestattung musste die jüdische Gemeinde Allersheim laut Torzollordnung Gebühren bezahlen.
Friedhofserweiterungen fanden in den Jahren 1813, 1820 und 1844 statt. Das 1844 erbaute Taharahaus wurde durch einen am 20. Januar 1929 eingeweihten Neubau ersetzt.
Die letzte auf dem Friedhof durchgeführte Bestattung war die von Otto Mannheimer im Jahr 1967. Innerhalb der letzten Jahrzehnte fiel der Friedhof, auch nach 1945, mehrmals Schändungen zum Opfer. So wurden beispielsweise im April 1936 19 Grabsteine umgeworfen.

## Belegung
Zahlreiche Gemeinden einer weiten Umgebung brachten ihre Toten hierher, bis an mehreren dieser Orte eigene Friedhöfe entstanden beziehungsweise andere Friedhöfe mitbenutzt wurden: Acholshausen, Allersheim, Aub (bis 1700), Bütthard, Dittigheim, Fuchsstadt, Gaukönigshofen, Geroldshausen, Giebelstadt, Goßmannsdorf am Main, Grünsfeld, Heidingsfeld (bis 1810), Höchberg (bis 1821), Impfingen Kirchheim, Messelhausen, Obernbreit, Reichenberg, Rottenbauer, Segnitz, Sommerhausen, Tauberrettersheim, Winterhausen und Würzburg.